# Горовиц, Дэвид
Дэ́вид Джо́эл Го́ровиц (англ. David Joel Horowitz; 10 января 1939, Форест-Хилс, Нью-Йорк — 29 апреля 2025, Колорадо) — американский писатель и политический деятель.
В молодости — видный деятель «Новых левых», но примерно с 1985 года — консерватор. Основатель и председатель Центра Свободы Дэвида Горовица, в связи с чем считается левыми и либералами США ренегатом, издаёт основанный им же FrontPage Magazine (управляющий редактор — Яков Глазов).

## Биография
Родился 10 января 1939 года в Форест-Хилс (Куинс, Нью-Йорк), в еврейской семье. Его родители, Фил и Бланш Горовиц — были школьными учителями: Фил преподавал английский, Бланш учила стенографии. Они были членами американской коммунистической партии и сторонниками И. В. Сталина. Вышли из компартии в 1956 году после публикации речи Н. С. Хрущёва.
Дэвид получил диплом бакалавра Колумбийского университета в 1959 году и степень магистра по английской литературе в университете Калифорнии в Беркли.
В начале 1960-х годов Горовиц жил в Лондоне и работал в качестве сотрудника Фонда мира Бертрана Рассела.

### Семья
Дэвид Горовиц был четырежды женат. У него четверо детей.
Умер от рака 29 апреля 2025 года у себя дома в Колорадо в возрасте 86 лет.